# Seriemor
Seriemor (Cariamidae) är en uråldrig sydamerikansk fågelfamilj som numera placeras i den egna ordningen Cariamiformes. Tidigare trodde man att den var närmre besläktad med tranor och rallar och placerade den därför i ordningen tran- och rallfåglar (Gruiformes) men idag diskuteras det om de inte istället är närmre besläktade med falkfåglarna.

## Allmänt
Seriemor är klumpiga flygare och håller sig mest på marken. De har långa ben, lång hals och stjärt men korta vingar. Fjäderdräkten är brunaktig och de har proportionerligt korta näbbar. De återfinns i områden med torra öppna gräsytor. Deras föda består av insekter, ormar och ödlor.
Seriemor har en lång klo som den kan lyfta från marken och som påminner om den sorts klo som dinosaurier som exempelvis velociraptor hade, men eftersom den inte är böjd tillräckligt mycket kan den inte användas som ett vapen. 

## Systematik

### Taxonomi
Bara två arter som kategoriseras i två olika släkten återstår idag:
- Rödbent seriema (Cariama cristata) (auktor Linné, 1766), också kallad kron-kariama, har sin utbredning från östra Brasilien, till centrala Argentina. Den bygger sitt bo dierkt på marken och lägger två ägg.
- Svartbent seriema (Chunga burmeisteri) (auktor Hartlaub, 1860) har sin utbredning i nordvästra Argentina och i Paraguay. Den bygger sitt bo i träd där den lägger två ägg.

### Urfåglar
De två arterna av seriemor anses vara de närmsta släktingarna till en grupp gigantiska köttätande fåglar, de så kallade terrorfåglarna (Phorusrhacidae), där en av de större arterna Phorusrhacos longissimus var kontinentens topprovdjur under flera miljoner år. Man känner till dessa fåglar genom fossil som hittats i både Syd- och Nordamerika. Av seriemor har man dock hittills (september 2006) bara lyckats beskriva en förhistorisk art, nämligen Chunga incerta.

### Nya taxonomiska rön
DNA-studier ledda av forskaren Per Ericson vid Naturhistoriska riksmuseet i Stockholm visar att seriemafåglarna och därmed terrorfåglarna är nära släkt med falkfåglar (Falconiformes)

## Namn
Det vetenskapliga namnet C. burmeisteri har den fått efter den tyske zoologen Karl Hermann Konrad Burmeister.

## Galleri

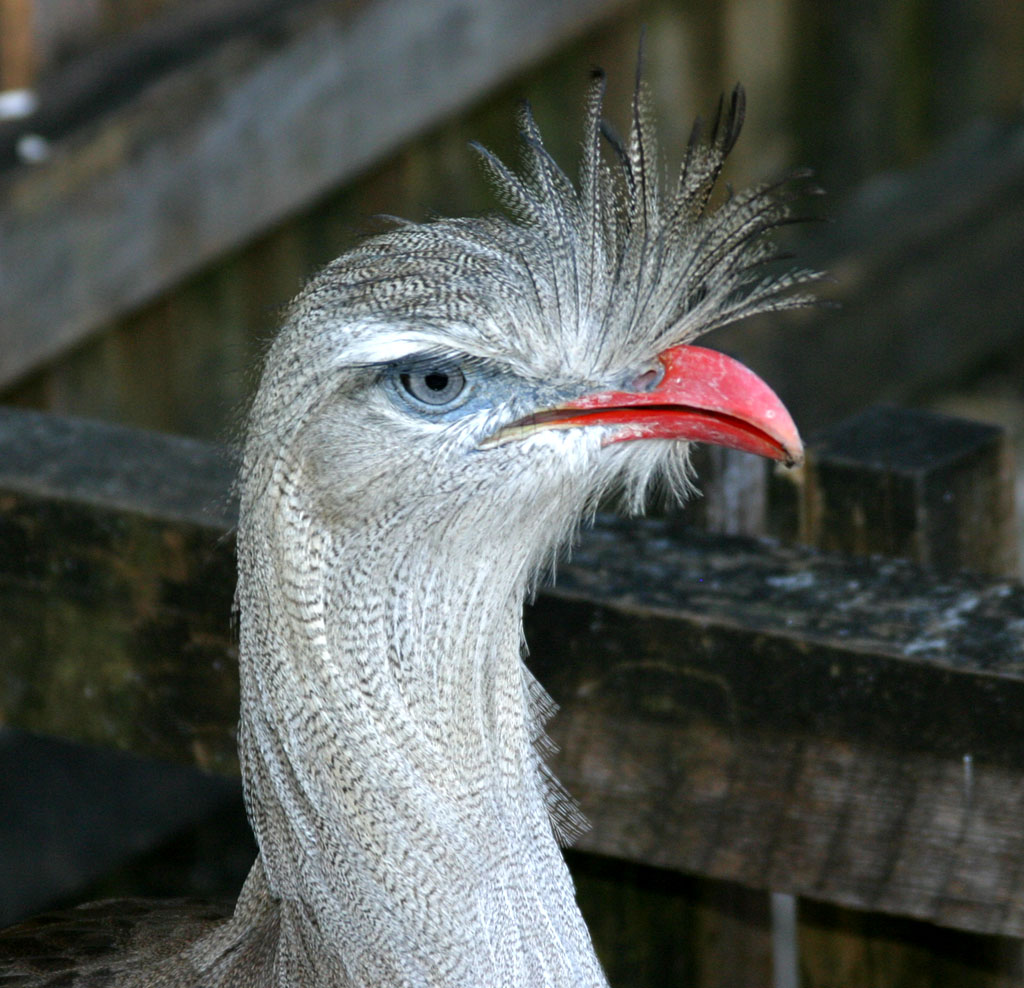
Rödbent seriema (Cariama cristata)
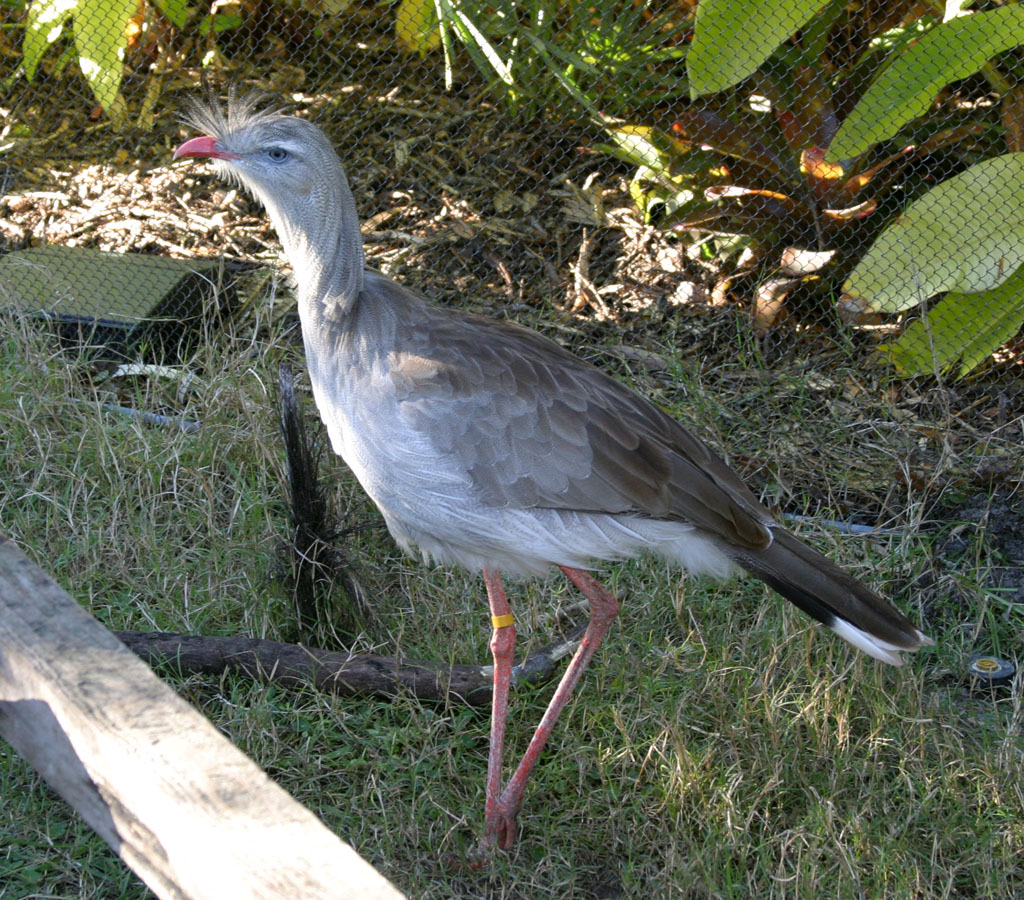
Rödbent seriema (Cariama cristata)